# Knjaževsko-srpski teatar
Le Knjaževsko-srpski teatar (en serbe cyrillique: Књажевско-српски театар; en serbe latin: Knjaževsko-srpski teatar) est un théâtre situé à Kragujevac, en Serbie. Créé en 1835 à l'initiative du prince Miloš Obrenović et le premier directeur a été Joakim Vujić, c'est le plus ancien théâtre professionnel du pays. Il est actuellement dirigé par Dragan Jakovljević et dispose d'une troupe constituée de vingt-cinq acteurs.

## Histoire

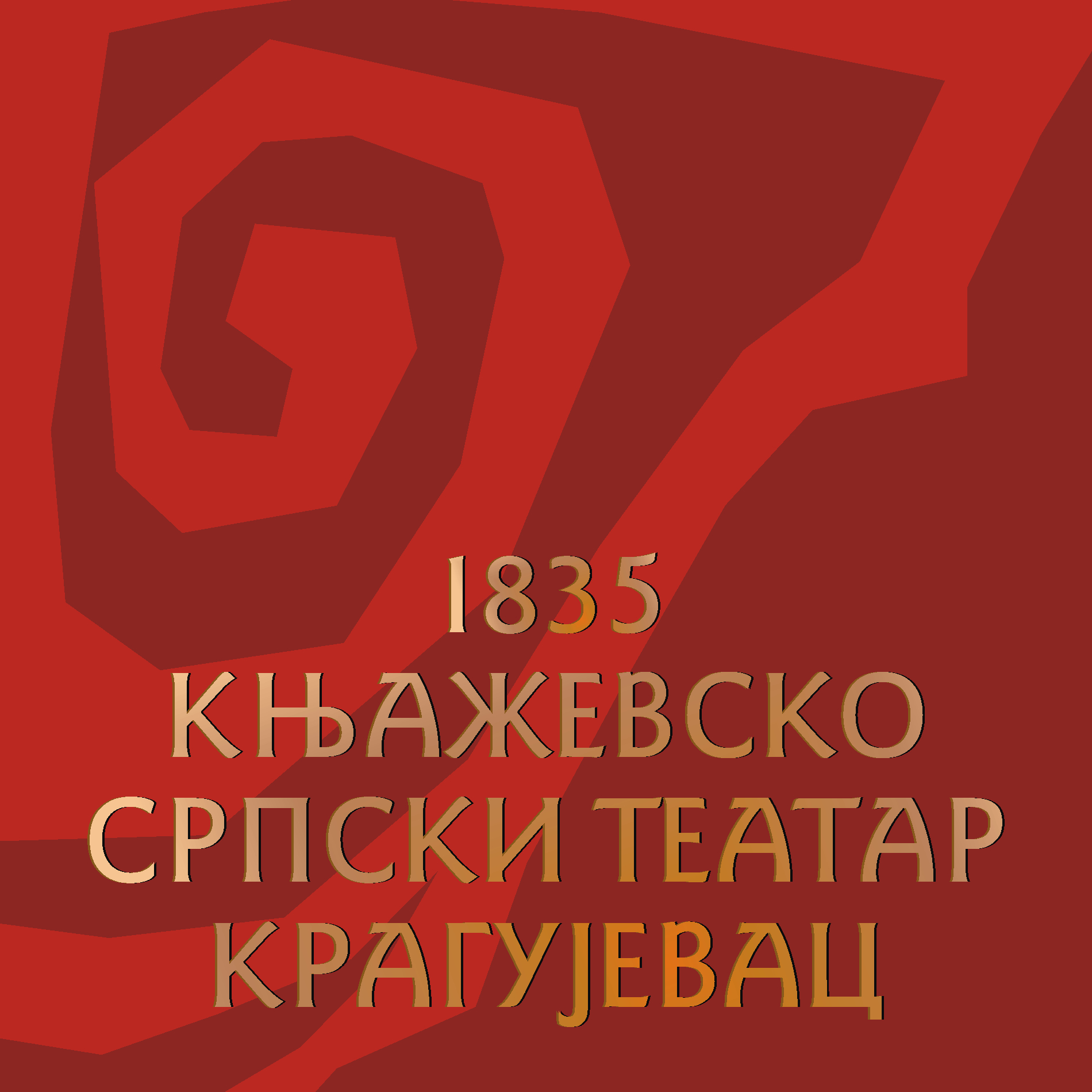
Drapeau du Knjaževsko-srpski teatar

La création du Knjaževsko-srpski teatar, le « Théâtre de cour serbe », s'inscrit dans la continuité du premier et du Second soulèvement serbe contre les Ottomans. En 1818, le prince Miloš Obrenović fit de Kragujevac la capitale de la principauté de Serbie et y installa toutes sortes d'institutions politiques, administratives et culturelles. De nombreux intellectuels et lettrés, venus notamment de Voïvodine, vinrent s'y installer. Les premières représentations théâtrales furent données dans la ville en 1825 par le professeur Đorđe Evgenijević et ses élèves. Lors de sa seconde visite à Kragujevac, Joakim Vujić (1772-1847), traducteur, écrivain et dramaturge réputé, travailla avec eux. À l'automne de 1834, Joakim Vujić fut invité par le prince à s'installer dans la capitale et il lui confia le soin de créer et d'organiser un théâtre professionnel.
Le Knjazesko Srbski Teatar produisit ses premières représentations du 2 au 4 février 1835, avec des pièces de Vujić et une musique de Jozef Slezinger ; le dramaturge était lui-même le principal acteur et le metteur en scène de ces pièces, le reste des acteurs étant constitué d'élèves de l'école secondaire de la ville et d'adultes amateurs ; les représentations furent données devant le prince Miloš et sa famille, ainsi que devant les députés de l'assemblée.
Longtemps nommé Teatar Joakim Vujić en hommage à son fondateur, il a repris son ancien nom de Knjaževsko-srpski teatar en 2007, à la suite d'une décision de l'assemblée de la Ville de Kragujevac.

## Répertoire

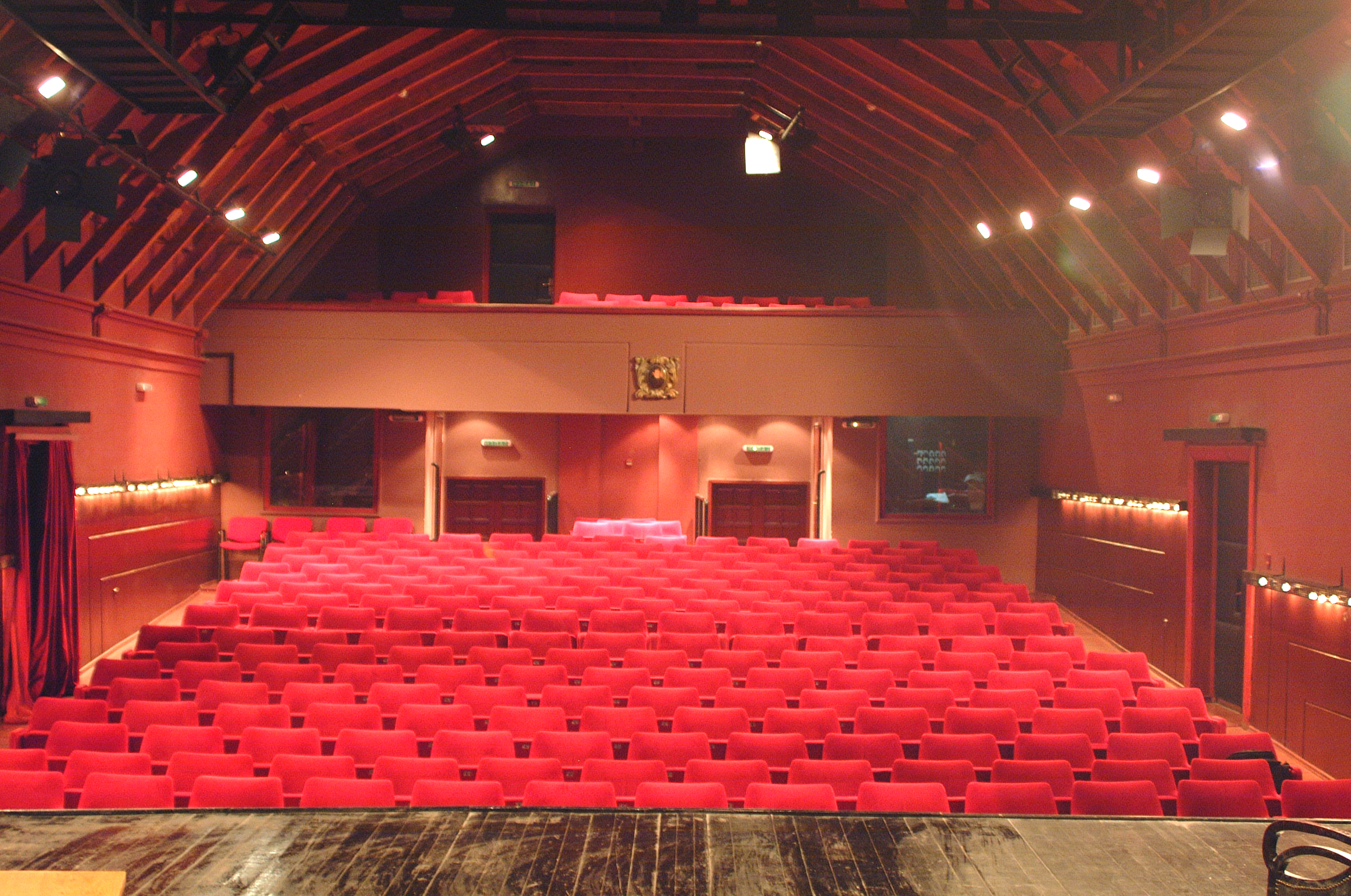
La salle Joakim Vujić.

Lors de la saison 2008-2009, 27 pièces étaient programmées, dont Murlin Murlo de Nikolaï Kolyada, L'Hôtel du libre échange de Georges Feydeau, Roméo et Juliette de Shakespeare, dans une mise en scène de Pierre Walter Politz, Le Belvédère de Ödön von Horváth, L'Audience de Václav Havel, Burn This de Lanford Wilson, Le ultime Lune de Furio Bordon, Les Bonnes de Jean Genet, Migrations de Milos Crnjanski, Konak u Kragujevcu de Danko Popović, Thesis de Gerry Dukes, Paul Meade et David Parnell, Madame la Ministre (Gospođa Ministarka) de Branislav Nušić, Pioniere in Ingolstadt de Marieluise Fleisser, Club New World Order de Harold Pinter, Heiner Müller, Platon, etc.

## Festivals
Le Knjazevsko-srpski teatar organise le JoakimFest, dont la 6e édition a eu lieu en mai 2009 ; ce festival est destiné à mettre en avant des scènes et des textes nationaux de Serbie. Le JoakimInterFest, ou « Festival international de théâtre des petites scènes » (en serbe : Međunarodni pozorišni festival malih scena), a été créé en 2006 ; il a connu sa 3e édition en octobre 2008.

## Publications
En 2005, le théâtre a lancé la revue Joakim. Il a commandé des monographies sur tous les lauréats de la Statuette de Joakim Vujić publiées dans la série Joakimovi potomci : Dans cette série ont été publiés Joakimovi potomci écrit par Feliks Pašić en 2006, Vojislav Voki Kostić par Miodrag Stojilović en 2007, Biljana Srbljanović, famille et autres histoires par Slobodan Savić en 2007. En 2009 a été créée la collection Premijera, avec la parution de deux volumes : Pioniere in Ingolstadt de Marieluise Fleisser en février 2009 et Club New World Order de Harold Pinter, Heiner Müller et Plato en juin 2009.

## Jour du Théâtre
Tous les 15 février a lieu le « Jour du Théâtre » (en serbe : Дан Театра). À cette occasion, le théâtre décerne deux récompenses aux plus éminentes personnalités du théâtre serbe, dramaturges, acteurs, metteurs en scènes, scénographes, compositeurs, etc. : la Statuette de Joakim Vujić (en serbe : Statueta Joakim Vujić) et l'anneau avec la figure de Joakim Vujić (Prsten sa likom Joakima Vujića) ; à ces récompenses s'ajoute le prix annuel du Knjazevsko-srpski teatar.

### La Statuette

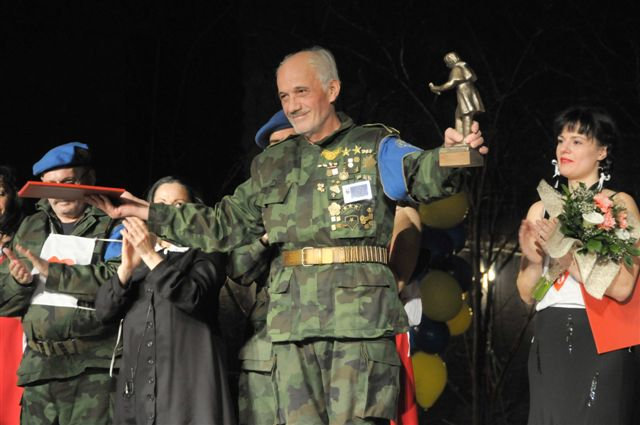
sr:Mirko Babić recevant la Statuette de Joakim Vujić en 2009

Les personnalités suivantes ont remporté la statuette :
- 1985 - Théâtre national de Belgrade, Ljuba Tadić, Mija Aleksić, Mira Stupica et Bora Glišić
- 1986 - Mira Banjac et Miroslav Belović
- 1987 - Dušan Kovačević et Miloš Žutić
- 1988 - Mira Trailović et Ljubomir Kovačević
- 1989 - Ljiljana Krstić et Dejan Mijač
- 1990 - Danilo Bata Stojković et Jovan Ćirilov
- 1991 - Aleksandar Popović et Ljubomir Ubavkić Pendula
- 1992 - Branko Pleša et Branislav Ciga Jerinić
- 1993 - Non attribué
- 1994 - Stevo Žigon et Petar Kralj
- 1995 - Sava Barackov, Musée d'art dramatique de Serbie, Théâtre national serbe, Svetlana Bojković et Dejan Penčić Poljanski
- 1996 - Lazar Ristovski et Miloslav Buca Mirkovic
- 1997 - Bora Todorović et Festival - Jours de comédie à Jagodina
- 1998 - Stevan Šalajić
- 1999 - Ružica Sokić
- 2000 - Olivera Marković
- 2001 - Vida Ognjenović
- 2002 - Mileva Žikić
- 2003 - Théâtre dramatique de Belgrade
- 2004 - Predrag Ejdus
- 2005 - Rade Marković et Egon Savin
- 2006 - Vojislav Voki Kostić
- 2007 - Biljana Srbljanović
- 2008 - Narodno pozorište - Niš
- 2009 - Mirko Babić
- 2010 - Miodrag Tabački
- 2011 - Boro Drašković
- 2012 - Vlastimir Đuza Stojiljković
- 2013 - Milena Dravić
- 2014 - Andraš Urban
- 2015 - Nada Džokić et Faculté des arts dramatiques
- 2016 - Nada Jurišić
- 2017 - Renata Ulmanski
- 2018 - Mihailo Janketić
- 2019 - Geroslav Zarić
- 2020 – Milanka Berberović
- 2021. - Svetozar Rapajić [14]

### L'anneau

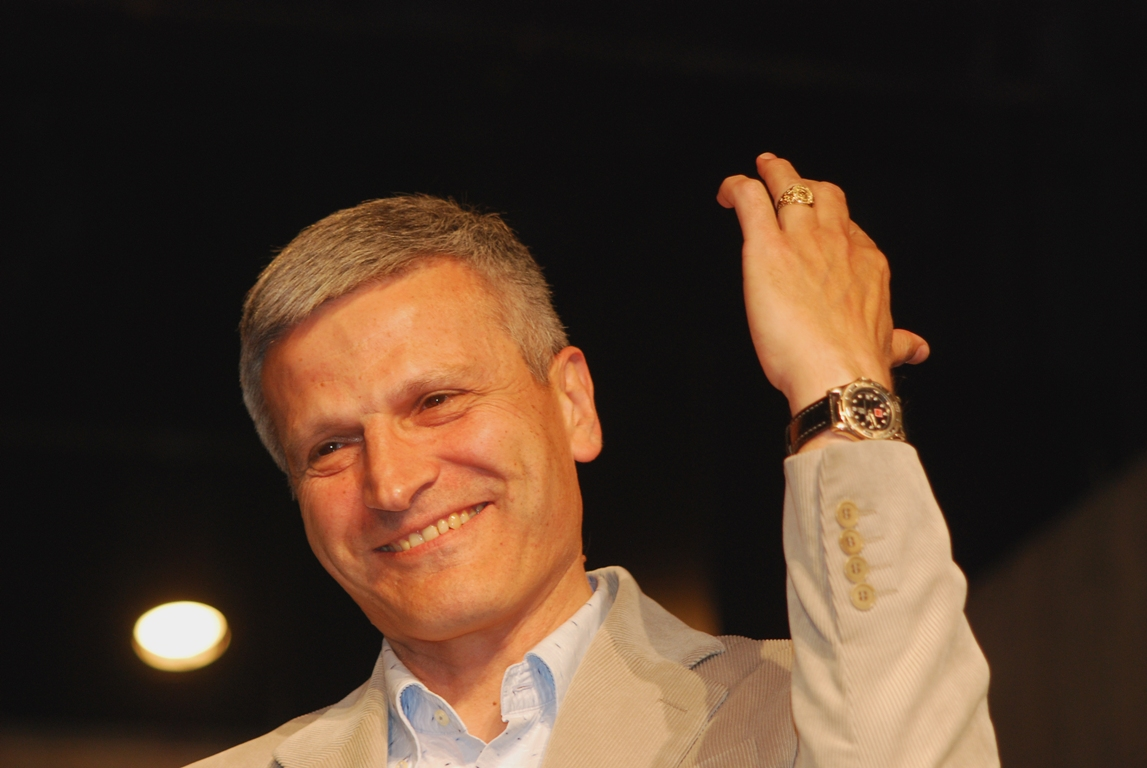
Nebojša Bradić recevant L'anneau en 2008

Les personnalités suivantes ont remporté l'anneau :
- 2002 - Ljubomir Ubavkić Pendula
- 2003 - Marko Nikolić et Miodrag Marić
- 2004 - Mirko Babić et Jug Radivojević
- 2005 - Pierre Walter Politz
- 2006 - Miloš Krstović
- 2007 - Vladan Živković
- 2008 - Nebojša Bradić
- 2009 - Sebastian Tudor
- 2010 - Dragana Bošković
- 2011 - Dragan Jakovljević
- 2012 - Gorica Popović
- 2013 - Nada Jurišić
- 2014 - Milan Rus
- 2015 - Snežana Kovačević
- 2016 - Ivana Vujić
- 2017 - Marina Stojanović
- 2018 - Bratislav Slavković
- 2019 - Miodrag Pejković
- 2020 - Jelena Janjatović
- 2021. - Anđelka Nikolić [15]